# Ту-155
Ту-155 – е летяща лаборатория, базирана на самолета Ту-154 за полетни изследвания на двигатели, използващи криогенно гориво.

## Характеристики на изпълнение

### Технически спецификации
- Екипаж: 4 души
- Дължина: 47,90 м
- Продължителност на крилото: 37,55 м
- Височина: 11,40 м
- Площ на крилото: 202 м²
- Празно тегло: 52 000 кг
- Максимално тегло при излитане: 98 000 кг
- Електроцентрала: × 2 турбовитлови двигателя NK-8-2 + 1 NK-88
- Тяга: × 10 500 kgf

### Характеристики на полета
- Максимална скорост: 950 км / ч
- Крейсерска скорост: 850 км / ч
- Продължителност на полета на криогенно гориво: 2 часа
- Практически обхват: 2800 км
- Практичен таван: 11 900 м